# Heicheng (köpinghuvudort i Kina, Ningxia Huizu Zizhiqu, lat 36,37, long 106,09)
Heicheng är en köpinghuvudort i Kina. Den ligger i den autonoma regionen Ningxia, i den nordvästra delen av landet, omkring 230 kilometer söder om regionhuvudstaden Yinchuan. Antalet invånare är 37 675. Befolkningen består av 18 478 kvinnor och 19 197 män. Barn under 15 år utgör 26,0 %, vuxna 15-64 år 67 %, och äldre över 65 år 6,0 %.
Runt Heicheng är det ganska tätbefolkat, med 129 invånare per kvadratkilometer. Närmaste större samhälle är Sanying, 11,6 km sydost om Heicheng. Trakten runt Heicheng består till största delen av jordbruksmark.
Genomsnittlig årsnederbörd är 614 millimeter. Den regnigaste månaden är september, med i genomsnitt 140 mm nederbörd, och den torraste är december, med 1 mm nederbörd.